# Смедеревски корпус ЈВуО
Смедеревски корпус ( Горски штаб 74) био је корпус Југословенске војске у Отаџбини који је обухватао срезове подунавски, орашки и јасенички током Другог свјетског рата. Командант корпуса био је мајор Владимир Додић. Бројно стање корпуса било је око 1.500 бораца, 1943. године.

## Састав корпуса
- Команданти: мајор Владимир Додић (јануара 1943. заробљен и стрељан од стране Њемаца), затим капетан Прокопије Главичић (1943. године), а затим капетан Живан Лазовић (умро од тифуса фебруара 1945. у Босни)
- Заступник команданта: капетан Младен Радовановић
- Начелник штаба: капетан Славољуб Стојкић из Ландола
- Шеф Центра везе: капетан Живан Антонијевић
- Ађутант команданта: наредник Љубисав Толић из Кусатка, поручник Власта Савић из Сремске Митровице
- Командант Штабног (пратећег батаљона): поручник Александар Дабић
- Срезови: Подунавски, Орашки и Јасенички

### Јединице

#### Јасеничка бригада
Командант: капетан Јован Јовановић
Начелник штаба: капетан Живан Антонијевић
- 1. јасеничка (п пор. Драгослав Димитријевић, потом капетан Чеда Радовановић)
- 2. јасеничка (капетан Михаило Кочић)
- 3. јасеничка (п.пор. Ђурађ Живојиновић)

#### Великорашка бригада
Командант: капетан Ранко Димитријевић
- 4. великоорашка (ком. капетан Ранко, рез. официр, геометар)
- 5. смедеревска (ком. поручник Радован Докмановић)
- 6. моравска (ком. капетан Божидар Лазаревић)

#### Подунавска бригада
Командант: капетан Обрен Ристовић, а затим потпоручник Жика Павловић
- 7. подунавска (капетан Петар Вељковић, затим п.пор. Светомир Радићевић; поручник Милован Живић “Првош“, па наредник Љубомир Пириватрић)
- 8. подунавска (поручник Димић, па п.пор. Радосав Богићевић)
- 9. подунавска (п.пор. Живорад Павловић)